# Simianus separatus
Simianus separatus is een keversoort uit de familie Callirhipidae. De wetenschappelijke naam van de soort werd in 1869 als Callirhipis separata gepubliceerd door Max Gemminger. Hij gaf de naam als nomen novum voor de soort die door Charles Émile Blanchard in 1845 Callirhipis bicolor was gedoopt, een junior homoniem van Callirhipis bicolor Laporte de Castelnau, 1834 (nu Celadonia bicolor).